# Carmelo Pipitone
Carmelo Pipitone (Marsala, 6 ottobre 1978) è un chitarrista e cantautore italiano, già chitarrista dei Marta Sui Tubi e del supergruppo internazionale O.R.k.

## Biografia
Carmelo Pipitone nasce a Petrosino, al tempo frazione di Marsala, nel 1978.
In Sicilia partecipa ai suoi primi progetti musicali, il più importante dei quali sono i RYM.

### Con i Marta Sui Tubi
A Bologna, nel 2002, forma i Marta Sui Tubi con Giovanni Gulino. 
Con il gruppo pubblica 6 album in studio e partecipa al Festival di Sanremo 2013. Degne di nota le collaborazioni con Lucio Dalla, Franco Battiato, Antonella Ruggiero ed Enrico Ruggeri.
Altre tappe di importante rilevanza sono la partecipazione al Concerto del Primo Maggio a Roma, a Italia Wave come gruppo spalla dei Placebo, alla serie Romanzo Criminale e alla trasmissione Che tempo che fa.

### Con gli O.R.k.
Nel 2014 contribuisce alla formazione della band O.R.k. con LEF, all'anagrafe Lorenzo Esposito Fornasari (Obake), Colin Edwin (ex-Porcupine Tree) e Pat Mastelotto (King Crimson). Con la band ha modo di collaborare con Serj Tankian dei System of a Down nel pezzo Black Blooms contenuto nell'album Ramagehead, con Elisa nel brano Consequence contenuto nell'album Screamnasium e con Adam Jones dei Tool per la realizzazione dell’artwork di alcuni album.

### Carriera solista
Fa il suo debutto come solista nel 2018 pubblicando il suo primo album Cornucopia. L’uscita dell’album è seguita da una intensa attività live in tutta Italia, accompagnato dal musicista cuneese Nicolas Roncea e successivamente, in alcune date, da LEF (Lorenzo Esposito Fornasari), già produttore dell'album.
Nel 2020 esce il secondo disco solista Segreto Pubblico, anch'esso prodotto da LEF. L’album, uscito in periodo di pandemia Covid, è successivamente anch’esso supportato da una intensa attività concertistica in tutta la penisola.
Nel 2023 pubblica il suo primo album dal vivo chiamato Solo dal vivo dove ripropone in chiave "live" alcuni pezzi dei primi due album con l'aggiunta di un brano dei Marta sui Tubi. Tutte 
le registrazioni dei brani sono state effettuate in luoghi differenti.
Anticipato dal singolo Pinzeri, uscito il 15 dicembre 2023, il nuovo album di inediti Piedi in acqua esce il 26 gennaio 2024.

### Altre attività
Nel 2018, con i fratelli Ettore e Marco Giuradei (fondatori del gruppo bresciano Giuradei) e Luca Ferrari dei Verdena, forma i Dunk con i quali pubblica il disco omonimo nel 2018. Il progetto vede coinvolto anche Riccardo Tesio dei Marlene Kuntz nella registrazione del singolo ‘’L’Originale’’ ed in alcuni concerti.

### Riconoscimenti
Nel 2009 riceve il Premio Insound come migliore chitarrista acustico. Nel 2018 prende parte al programma Propaganda Live in onda su La7 nella veste di chitarrista ospite. Nel 2022 la rivista online Rockit lo nomina tra i chitarristi italiani migliori di sempre.

### Collaborazioni
Pipitone ha collaborato come chitarrista a brani di Moltheni, Francesco Di Bella, Gulino, Pierpaolo Marino, Andrea Andrillo e Kreky & The Asteroids.
Nel novembre del 2022 fa il suo esordio come produttore con il disco di esordio dei Diamarte chiamato Transumanza.

## Discografia

### Da solista

#### Album in studio
- 2018 – Cornucopia
- 2020 – Segreto Pubblico
- 2024 – Piedi in acqua

#### Album dal vivo
- 2023 – Solo dal vivo

### Con i Marta sui Tubi

#### Album in studio
- 2003 – Muscoli e dei
- 2005 – C'è gente che deve dormire
- 2008 – Sushi & Coca
- 2011 – Carne con gli occhi
- 2013 – Cinque, la luna e le spine
- 2016 – Lostileostile

### Con gli O.R.k.

#### Album in studio
- 2015 – Inflamed Rides
- 2017 – Soul of an Octopus
- 2019 – Ramagehead
- 2022 – Screamnasium

### Con i Dunk

#### Album in studio
- 2018 – Dunk